# Княгиня Мария-Луиза (кораб)
Вижте пояснителната страница за други значения на Мария Луиза.
„Княгиня Мария-Луиза“ е български граждански параход.
Дължината на парахода е 107 метра, разстоянието между бордовете е 14 м, а общият му тонаж е 5050 бруто регистър тона.

## История
Корабът е закупен от Франция с името „Феликс Фресине“ през 1933 г. от Българското търговско параходно дружество (с държавно участие) във Варна. Извършва редовни курсове до Хайфа. През 1935 г. на борда му се състоят официални срещи и празненства с гости на Варна.
В края на април 1941 г. българското правителство разпорежда Българското търговско параходно дружество да предостави корабите си „Бургас“ и „Княгиня Мария-Луиза“ на германската военнотранспортна служба „Зеетранспортщеле“. Превозват боеприпаси, провизии, горива.
На 30 май 1941 г., превозил боеприпаси от Солун до Пирея по нареждане на „Зеетранспортщеле“, рано сутринта „Княгиня Мария-Луиза“ започва разтоварване в пристанището на Пирея. Моряк докладва в 6.30 ч., че корабът е обхванат от пожар, вероятно в резултат от диверсия. Въпреки че се включват пожарникари от Пирея и Атина, моряците не успяват да загасят горящия бензин и пожарът се разраства.
Капитанът Иван Томов разпорежда повечето моряци да слязат на сушата, а с офицерите и още няколко членове на екипажа извежда горящия кораб в открито море, за да бъдат спасени от трагедия заради верижни взривове съседните кораби, складовете на пристанището (с 6000 тона боеприпаси) и целият град. Корабът потъва почти на миля от Пирея вследствие от корабокрушение от взривяването на превозваните боеприпаси. Според челната статия на тогавашния в. „Варненска поща“ от 5 юни загиват 7 (или 6 според други източници) членове на екипажа, 3 души са ранени; останалите 28 членове на екипажа оцеляват.

## Офицери
- Иван Томов – капитан на кораба, загинал
- Георги Бабев – първи помощник-капитан, загинал
- Веселин Георгиев – втори помощник-капитан, оцелял
- Йордан Чолаков – трети помощник-капитан, ранен[4]